# 七福座
七福座（しちふくざ）は兵庫県姫路市西二階町にあるコミュニティホール。

## 歴史
2009年（平成21年）に姫路市出身の桂米朝にちなみ、西二階町商店街組合が西二階町商店街の中ほどにある空き店舗を改装してオープンした。座席数は約100席。
上方落語協会の落語家による「七福寄席」、若手芸人らによる無料ライブ「ひめクリ」、新鮮野菜市などを開催。多くの絵本を集めた絵本館もあった。
2022年（令和4年）夏に老朽化により建物の解体が決まり、2023年3月で閉館することになった。西二階町商店街組合は事務所の移転も決定しており、新事務所に小規模の交流スペースを設けることが検討された。
2023年（令和5年）4月12日、七福座は西二階町37番地に移転した。

## 交通アクセス
- 山陽電鉄本線「山陽姫路駅」下車徒歩8分
- JR西日本山陽新幹線・山陽本線・播但線・姫新線「姫路駅」下車徒歩10分